# Out of Control (chanson des Rolling Stones)
Pour les articles homonymes, voir Out of Control.
Singles de The Rolling Stones
Saint of Me
(1998) Don't Stop
(2002)
Clip vidéo
[vidéo] « «Out of Control» », sur YouTube
Pistes de Bridges to Babylon
You Don't Have to Mean it
(6) Saint of Me
(8)
Out of Control est une chanson du groupe de rock britannique The Rolling Stones parue d'abord le 29 septembre 1997 sur l'album Bridges to Babylon et en en août 1998 au Royaume-Uni en tant que troisième et dernier single de l'album.
Signée Mick Jagger et Keith Richards, la chanson est enregistrée aux studios Ocean Way Recording à Los Angeles. La composition est inspirée de Papa Was a Rollin' Stone des Temptations.
Le single atteint la 51e place du hit-parade britannique des singles (pour la semaine du 16 au 22 août 1998).
La chanson est interprétée en concert lors de la tournée No Security en 1997 et 1998 pour promouvoir l'album. La chanson est rejouée en 2003 lors du concert au Stadio Giuseppe Meazza à Milan en Italie.

## Personnel
Crédités:
- Mick Jagger : chant, guitare électrique, harmonica, shaker, chœurs
- Keith Richards : guitare électrique, chœurs
- Ron Wood : guitare électrique
- Charlie Watts : batterie
- Bernard Fowler : chœurs
- Blondie Chaplin : chœurs
- Don Was : Wurlitzer piano, clavier
- Danny Saber : basse, clavinet, "manipulation de la réalité"
- Waddy Wachtel : guitare électrique
- Jamie Muhoberac (en) : claviers
- Jim Keltner : percussion

## Liste des chansons
1. Out of Control (Album Radio Edit) - 3:48
2. Out of Control (In Hand With Fluke) - 8:28
3. Out of Control (In Hand With Fluke Instrumental) - 5:55
4. Out of Control (Bi-Polar At The Controls) - 5:11